# Punk Sailor
Punk Sailor es un grupo valenciano de Punk y Rock cómico. Su música consiste parodiar grandes éxitos con letras humorísticas, como anteriormente han desarrollado bandas de cómicas como Gigatron, Mamá Ladilla, Los Gandules o El Reno Renardo. Algunas de estas bandas de parodias y de rock crítico en clave de humor se hicieron especialmente conocidas a principios de los años 2000, especialmente con la emergencia de las redes sociales y los Memes de Internet. 
Punk Sailor se caracteriza por entrar en esta escena musical concreta y, en la falta de géneros para englobarla, ellos mismos autodefinen su estilo como "gilipunk","bizarock" y "copropop".

## Biografía
El proyecto fue fundado por Frank Sailor en el año 2014 y se completó con Ramón Ginés, Fernando Galarza y Paco Carrascosa en 2017.
En 2018 lanzaron su primer disco, "Bailando con Pogos" con la colaboración de Eduardo Vidal de Malsujeto y lo presentaron en la gira “De puerto en puertour” por diferentes ciudades de España. Un año después publicaron “Comedia en Cubierta” con las colaboraciones de Poncho K, José Manuel Casañ de Seguridad Social (banda), Lülu de Forraje (banda) y Sloth (banda).
Poco después de la salida del disco Paco y Ramón decidieron bajarse del barco dejando paso a Pablo Vinat con el bajo y Isma Weldo a la batería. En esta etapa de transición la banda decidió presentar el disco con un show acústico incorporando a Altair Sanchez al piano y a Manu Pelusa al cajón flamenco construyendo una formación paralela para relaizar conciertos en acústico.
Durante la primavera y el verano de 2021 la nueva formación grabó su trabajo EMOCIÓN DE CENSURA, publicándolo el 3 de marzo de 2022. Este disco también ha contado con grandes colaboraciones como las de Juankar y Xavi Arakama de Boikot (Banda) , Jevo Jevardo de El Reno Renardo (banda) , Charly Glamour de Gigatrón (banda), Diego Varea de Sons of Aguirre & Scila, Taber de Malsujeto (banda), Ferran de Ramonets (banda), La Mala Mujer, Sloth y El Tati.
El año 2024 comienza con las despedidas de Ferni e Isma Weldo que dejan el proyecto dando paso a Antonio Pozz y a Nacho Muti y con esta nueva tripulación presentan COLÓN OS COPIA el 12 de julio de 2024. Un trabajo con colaboraciones como las voces de Xavi Moreno de La Fuga y Lluís Senent de Funkiwis y la guitarra Edu Guerrero de Sons of Aguirre & Scila
La banda trabaja todos sus contenidos bajo licencias de uso libre Creative Commons.

## Discografía

### Bailando con Pogos(2018)
- 1. Awántalo
- 2. Ardor verdadero
- 3. After para ti
- 4. Sin ti no soy nada
- 5. Aleluya
- 6. La merienda de mi awela
- 7. Huele el rekesón
- 8. Colores en el viento
- 9. Te llamo
- 10. Volaré

### Comedia Encubierta(2019)
- 1. American Sailor Story
- 2. Catastróficas Desdichas
- 3. Con Camisa
- 4. Rallando Queso
- 5. Gastroterrorismo
- 6. Si le Gusta el Sado
- 7. Un Huevo de Más
- 8. Armario Empotrao
- 9. Plegao
- 10. Festipower

### Emoción de Censura(2022)
- 1. Mola el Rey
- 2. Huele a Lavao
- 3. El Madalenas
- 4.Fuego en Popa
- 5. Ford Reventao
- 6. Pijo Engreído
- 7. Amor a Primera Pizza
- 8. Se la Vi y Se Lió
- 9. No Hay Manguera
- 10. Espardeñas en Abril

### Colón os Copia(2024)
- 1. Calvo y con Melena
- 2. Moderna
- 3. Descontracturas
- 4. Los Aliens
- 5. Mi Vespino
- 6. Arruinao
- 7. Copropop

### Sencillos en vídeo
La banda ha trabajado a menudo el formato del Videoclip para la promoción y comprensión de las temáticas de sus canciones.

"Mola El Rey" (2022). Parodia del Rey de España, Juan Carlos I de España, empleando la música de parodia la famosísima canción Dragostea din tei del grupo moldavo de Eurodance, O-Zone. Con Juankar y Xabi Arakama de Boikot. 
"Confinado" (2020): Parodia de Stand by Me (canción) de Ben E. King.
"La Merienda de mi Awela" (2019): con música de la célebre Umbrella de Rihanna.
"Gastroterrorismo: Capitán Paella vs Mosterchef" (2020): Parodia de Standby de Extremoduro.
"Si Le Gusta el Sado" (2019): Parodia de Moonlight Shadow de Mike Oldfield, con imágenes de la película Juerga de solteros
"After Para Ti" (2019) Parodia de Wreking Ball de Milley Cyrus.
"Te llamo" (2019): Parodia de Como yo te amo de Rocío Jurado.
"Awántalo": Parodia de Bad Romance de Lady Gaga. 